# Nicolás Bravo (San Nicolás)
Nicolás Bravo (San Nicolás) es una localidad del municipio de Balancán ubicado en la subregión de los Ríos del estado mexicano de Tabasco.

## Geografía
La localidad se ubica a 29.5 kilómetros (en dirección noreste) de la localidad de Balancán de Domínguez, la cabecera y lugar más poblado del municipio. Se sitúa en las coordenadas geográficas 17°36′17″N 91°21′13″O / 17.604722, -91.353611, a una elevación de 10 metros sobre el nivel del mar.

## Demografía
Según el Conteo de Población y Vivienda 2020, efectuado por el Instituto Nacional de Estadística y Geografía, la localidad de Nicolás Bravo (San Nicolás) tiene 155 habitantes, de los cuales 78 son del sexo masculino y 77 del sexo femenino. Su tasa de fecundidad es de 3.61 hijos por mujer y tiene 53 viviendas particulares habitadas.
| Gráfica de evolución demográfica de Nicolás Bravo (San Nicolás) entre 1950 y 2020 |
|                                                                                   |
| INEGI.                                                                            |